# Euphonia gouldi
Euphonia gouldi là một loài chim trong họ Fringillidae.

## Hình ảnh

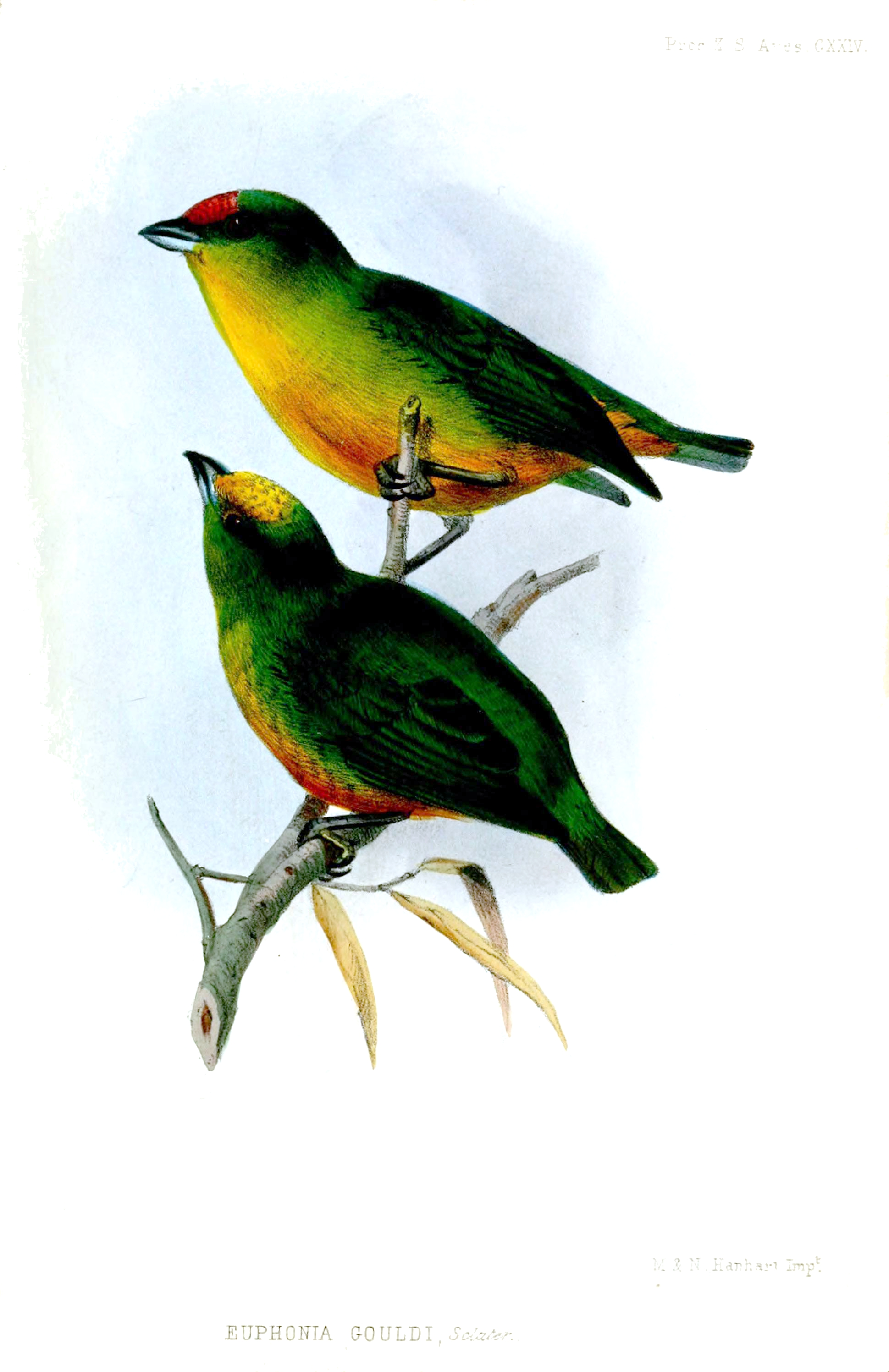
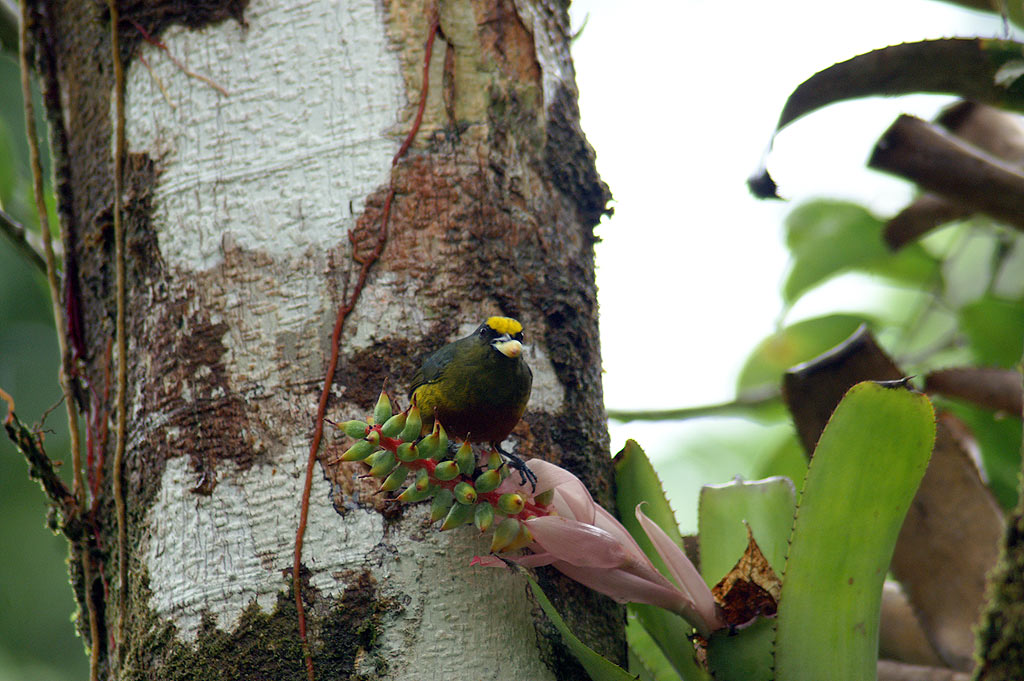
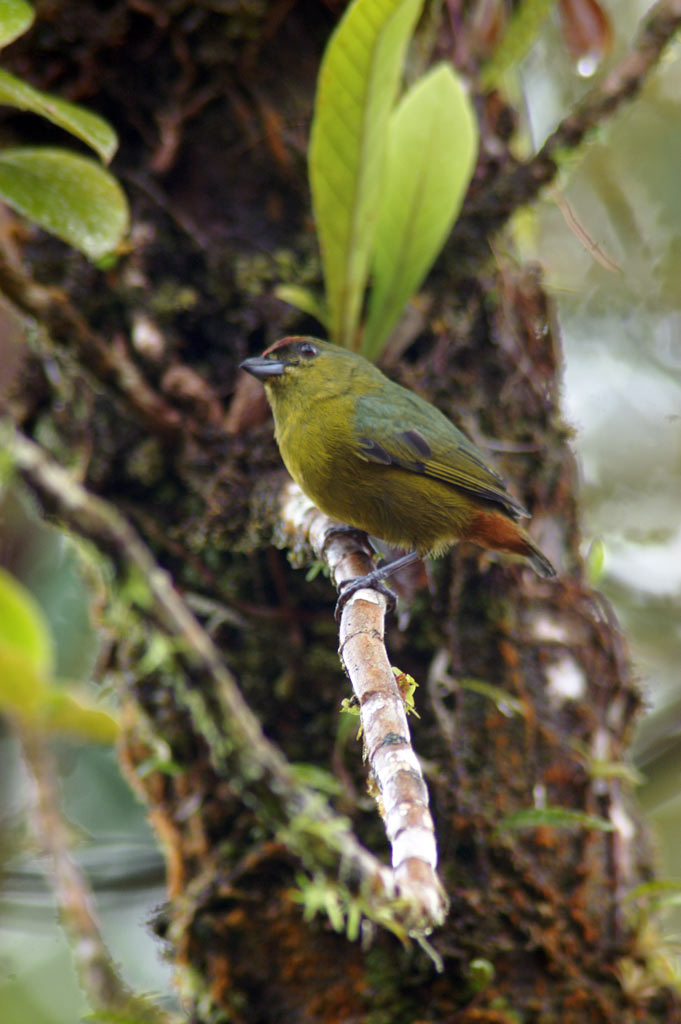
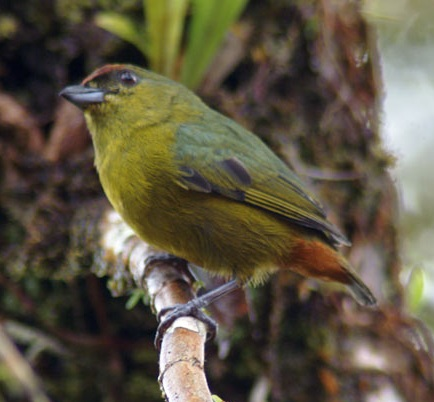